# Colmenarejo
Colmenarejo és un municipi de la Comunitat de Madrid. Limita al nord amb El Escorial, a l'est amb Galapagar, al sud amb Villanueva del Pardillo i a l'oest amb Valdemorillo.

## Població
- 7.596 habitants (INE 2007).

| 1900 | 1920 | 1930 | 1940 | 1950 | 1960 | 1970 | 1981  | 1986  | 1991  | 2000  | 2005  | 2007  |
| ---- | ---- | ---- | ---- | ---- | ---- | ---- | ----- | ----- | ----- | ----- | ----- | ----- |
| 400  | 422  | 498  | 511  | 544  | 604  | 933  | 1.595 | 1.680 | 2.408 | 4.395 | 7.048 | 7.596 |

## Història
L'origen de Colmenarejo es troba a l'edat mitjana, concretament en la meitat del segle xii després de la fundació de la vila de Colmenar Viejo en 1136. Aquesta opinió es troba avalada per les Descripciones Lorenzanas, les quals recullen l'expansió dels ramaders segovians que van creuar la sierra de Guadarrama en direcció sud a la recerca de pastures per al bestiar, creant posades i cabanyes de pastors al costat de La Canyada Reial de Las Merinas i La Canyada Reial Segoviana. A partir d'aquest nucli, anomenat en documents medievals "Colmenar de Don Mateo", es va crear un nucli de població que, per la seva dimensió reduïda en relació amb Colmenar Viejo, va començar a denominar-se "Colmenarejo".
Colmenarejo va pertànyer alternativament a Segòvia i a Madrid. En 1287, una sentència del Sanç IV "El Brau" el segueix adjudicant a Segòvia, però aquest mateix monarca en 1294 atorga aquest territori al Concejo de Madrid. És en 1312 quan el rei Ferran IV de Castella inclou en terres segovianes, de nou, el Sexmo de Manzanares, en el qual es trobava inclòs Colmenarejo. Al llarg del segle xiv, els diferents monarques comencen a fer concessions territorials a la noblesa, convertint aquests llocs en terres de senyoriu. En 1445 la família Mendoza adquireix el títol de propietat i la jurisdicció plena de senyoriu de tot el Real de Manzanares. En 1564 l'església de Colmenarejo es va segregar de la parròquia de Galapagar, per Breu de Pius IV i a instàncies de Felip II, qui devot de Santiago Apòstol, parava a escoltar missa en el seu camí cap al monestir de San Lorenzo del Escorial.
En 1630 Colmenarejo adquireix el títol de villazgo que va suposar la independència de la veïna localitat de Galapagar. En el que a esport es refereix tenim a l'equip de futbol sala, UD Colmenarejo-La Santina com el més clar exponent d'aquesta localitat, militant en Nacional B, després de pujar de categoria dos anys seguits, de 1a regional a Preferent en la temporada 2005-06 i de Preferent a Nacional B en la 2006-07. Aquest equip juga en el Pavelló Príncep d'Astúries, més conegut com a Ali Samiyen.